# Гальберштадт, Лев Исаевич
Лев Исаевич Гальберштадт (25 октября 1878, Москва — 17 сентября 1937, Киев) — российский журналист. Сын присяжного поверенного и общественного деятеля Исая Соломоновича Гальберштадта.

## Биография
Работал в администрации книгоиздательства И. Д. Сытина. Редактор переводов в книгоиздательстве В. М. Саблина (1907—1908); совместно с А. Смирновым перевёл «Автомобиль 628-Е8» Октава Мирбо для выходившего в издательстве собрания сочинений писателя. Член Правления Толстовского общества (1912).
Автор статей о внешней политике России и военной истории в журналах и газетах «Новь» (вел иностранный отдел), «Русь» (ежедневная, 1908, был редактором газеты), «Русские ведомости», «Русская мысль» (с 1908 вел иностранное обозрение), «Московский еженедельник», «Возрождение», «Голос минувшего», а также в Энциклопедическом словаре братьев Гранат. Для юбилейного сборника «Три века» под редакцией В. В. Каллаша (1912—1913, к 300-летию Дома Романовых) подготовил обширные обзоры внешней политики России в царствование Александра I, Николая I и Александра II.
Заведовал редакцией в журнале «Северное сияние», возглавлявшемся И. А. Буниным; Бунин упоминает о Гальберштадте в «Окаянных днях» как о сотруднике газеты «Голос красноармейца».
После прихода советской власти поменял фамилию на Величко.
В первой половине 1919 года он добровольцем начал службу в Красной армии, принимал участие в гражданской войне в России. В 1920 году был принят в члены РКП(б) (с 1925 года — ВКП(б)).
В 1922 году начал работать в Народном комиссариате иностранных дел Украинской ССР, где продолжал работать до 1926 года, а в следующем году был назначен 1-м секретарём полномочного представительства Украинской ССР в Берлине, а в 1924 году стал советником полномочного представительства Украинской ССР в Турции. В книге «Нариси з історії Харківського національного економічного університету» под общей редакцией В. С. Пономаренко, говорится, что Лев Величко как дипломат запомнился исключительно своим «скандальным поведением». С 1926 по 1927 год (по другим данным с 1928 по 1929) возглавлял Радио-телеграфное агентство Украины. С 1927 по 1929 год работал в отделе международной информации газеты «Вісті ВУЦВК», а также печатался в газетах «Комуніст», «Пролетарий» и «Пролетар».
Совмещал с журналисткой деятельностью он занимался организацией высшего образования. В 1927 году он стал ректором Харьковского института народного хозяйства и одновременно будучи профессором преподавал предметы — «Советская внешняя политика» и «Империализм и колониальная политика» на экономическом факультете вуза. К концу ректорства Величко его вуз состоял из четырёх факультетов — правового, рабочего, статистического и экономического (по состоянию на 1926 год в вузе было шесть факультетов). Оценки деятельности Величко на должности ректора также разнятся, в книге об истории Харьковского национального экономического университета (один из правопреемников Харьковского института народного хозяйства) Величко назван «бесцветным выдвиженцем революционных лет», который «оказался неспособным выработать целостную стратегию реорганизации учебного процесса и возглавить её проведение».

## Публикации
- Восточный вопрос. В сб. «Отечественная война и русское общество: 1812—1912». М.: Товарищество И. Д. Сытина, 1912.[5]